# Bundestagswahlkreis Märkischer Kreis II
Der Wahlkreis Märkischer Kreis II (Wahlkreis 149; bis zur Bundestagswahl 2021 Wahlkreis 150) ist ein Bundestagswahlkreis in Nordrhein-Westfalen. Er umfasst den nordöstlichen Teil des Märkischen Kreises mit den Gemeinden Altena, Balve, Hemer, Iserlohn, Menden (Sauerland), Nachrodt-Wiblingwerde, Neuenrade, Plettenberg und Werdohl.

## Wahlkreisgeschichte
Der Wahlkreis Märkischer Kreis II wurde zur Bundestagswahl 1980 neu gebildet. Zur Bundestagswahl 2002 wurde der Zuschnitt des Wahlkreises erheblich verändert.
| Wahl      | Wahlkreisname           | Gebiet |
| --------- | ----------------------- | --- |
| 1980–1998 | 123 Märkischer Kreis II | Vom Märkischen Kreis die Gemeinden Lüdenscheid, Altena, Meinerzhagen, Kierspe, Plettenberg, Werdohl, Halver, Herscheid und Schalksmühle          |
| 2002–2009 | 151 Märkischer Kreis II | Vom Märkischen Kreis die Gemeinden Iserlohn, Hemer, Menden (Sauerland), Nachrodt-Wiblingwerde, Neuenrade, Plettenberg, Werdohl, Balve und Altena |
| 2013–2021 | 150 Märkischer Kreis II | Vom Märkischen Kreis die Gemeinden Iserlohn, Hemer, Menden (Sauerland), Nachrodt-Wiblingwerde, Neuenrade, Plettenberg, Werdohl, Balve und Altena |
| 2025–     | 149 Märkischer Kreis II | Vom Märkischen Kreis die Gemeinden Iserlohn, Hemer, Menden (Sauerland), Nachrodt-Wiblingwerde, Neuenrade, Plettenberg, Werdohl, Balve und Altena |

## Wahlkreisabgeordnete
| Wahl | Abgeordneter | Abgeordneter     | Partei | Stimmen in % |
| ---- | ------------ | ---------------- | ------ | ------------ |
| 1980 |              | Günter Topmann   | SPD    | 51,0         |
| 1983 |              | Wolfgang Lohmann | CDU    | 47,0         |
| 1987 |              | Lisa Seuster     | SPD    | 47,3         |
| 1990 | 45,2         | Lisa Seuster     | SPD    |              |
| 1994 | 48,8         | Lisa Seuster     | SPD    |              |
| 1998 |              | Dieter Dzewas    | SPD    | 52,0         |
| 2002 |              | Dagmar Freitag   | SPD    | 49,7         |
| 2005 | 47,5         | Dagmar Freitag   | SPD    |              |
| 2009 | 41,0         | Dagmar Freitag   | SPD    |              |
| 2013 | 41,7         | Dagmar Freitag   | SPD    |              |
| 2017 | 38,6         | Dagmar Freitag   | SPD    |              |
| 2021 |              | Paul Ziemiak     | CDU    | 33,6         |
| 2025 | 38,8         | Paul Ziemiak     | CDU    |              |

## Wahlergebnisse

### Bundestagswahl 2025
| Kandidaten                                              | Kandidaten                | Parteien/Listen     | Erststimmen | Erststimmen | Zweitstimmen | Zweitstimmen |
| Kandidaten                                              | Kandidaten                | Parteien/Listen     | Stimmen     | %           | Stimmen      | %            |
| ------------------------------------------------------- | ------------------------- | ------------------- | ----------- | ----------- | ------------ | ------------ |
|                                                         | Bettina Lugk              | SPD                 | 34.522      | 22,7        | 27.788       | 18,3         |
|                                                         | Paul Ziemiakgewählt im WK | CDU                 | 58.968      | 38,8        | 51.785       | 34,0         |
|                                                         | Marjan Frauke Eggers      | GRÜNE               | 9.878       | 6,5         | 11.434       | 7,5          |
|                                                         | Lydia Timmer              | FDP                 | 4.578       | 3,0         | 6.027        | 4,0          |
|                                                         | Wolfgang Grudda           | AfD                 | 31.658      | 20,9        | 32.473       | 21,3         |
|                                                         | Jana Norina Finke         | Die Linke           | 9.917       | 6,5         | 10.287       | 6,8          |
|                                                         | –                         | Tierschutzpartei    | –           | –           | 2.349        | 1,5          |
|                                                         | –                         | Die PARTEI          | –           | –           | 701          | 0,5          |
|                                                         | –                         | dieBasis            | –           | –           | 417          | 0,3          |
|                                                         | –                         | Team Todenhöfer     | –           | –           | 327          | 0,2          |
|                                                         | –                         | FREIE WÄHLER        | –           | –           | 650          | 0,4          |
|                                                         | –                         | Volt                | –           | –           | 546          | 0,4          |
|                                                         | –                         | MLPD                | –           | –           | 37           | 0,0          |
|                                                         | –                         | PdF                 | –           | –           | 229          | 0,2          |
|                                                         | Christof Trippe           | BÜNDNIS DEUTSCHLAND | 1.318       | 0,9         | 387          | 0,3          |
|                                                         | –                         | BSW                 | –           | –           | 6.553        | 4,3          |
|                                                         | –                         | MERA25              | –           | –           | 55           | 0,0          |
|                                                         | –                         | WerteUnion          | –           | –           | 103          | 0,1          |
|                                                         | Franz-Josef Schulte       | Einzelbewerber      | 961         | 0,6         | –            | –            |
| Gesamt                                                  | Gesamt                    | Gesamt              | 151.800     | 100         | 152.148      | 100          |
|                                                         |                           |                     |             |             |              |              |
| Ungültige Stimmen                                       | Ungültige Stimmen         | Ungültige Stimmen   | 1.242       | 0,8         | 894          | 0,6          |
| Wähler                                                  | Wähler                    | Wähler              | 153.042     | 80,1        | 153.042      | 80,1         |
| Wahlberechtigte                                         | Wahlberechtigte           | Wahlberechtigte     | 191.152     |             | 191.152      |              |
|                                                         |                           |                     |             |             |              |              |
| Quellen: Die Bundeswahlleiterin Kandidaten - Ergebnisse |                           |                     |             |             |              |              |

### Bundestagswahl 2021
| Kandidaten                                            | Kandidaten                       | Parteien/Listen      | Erststimmen | Erststimmen | Zweitstimmen | Zweitstimmen |
| Kandidaten                                            | Kandidaten                       | Parteien/Listen      | Stimmen     | %           | Stimmen      | %            |
| ----------------------------------------------------- | -------------------------------- | -------------------- | ----------- | ----------- | ------------ | ------------ |
|                                                       | Paul Ziemiakgewählt im WK        | CDU                  | 47.937      | 33,6        | 40.368       | 28,3         |
|                                                       | Bettina Lugk                     | SPD                  | 43.346      | 30,4        | 42.230       | 29,6         |
|                                                       | Jochen Lipproß                   | FDP                  | 12.749      | 8,9         | 17.125       | 12,0         |
|                                                       | Daniel Bläsing                   | AfD                  | 12.933      | 9,1         | 13.082       | 9,2          |
|                                                       | Ingo Stuckmann                   | GRÜNE                | 12.866      | 9,0         | 14.880       | 10,4         |
|                                                       | Michael Martin Thomas-Lienkämper | DIE LINKE            | 4.668       | 3,3         | 4.804        | 3,4          |
|                                                       | –                                | Die PARTEI           | –           | –           | 1.300        | 0,9          |
|                                                       | Michael Siethoff                 | Tierschutzpartei     | 4.382       | 3,1         | 2.994        | 2,1          |
|                                                       | –                                | PIRATEN              | –           | –           | 540          | 0,4          |
|                                                       | Hans Immanuel Herbers            | FREIE WÄHLER         | 2.004       | 1,4         | 1.228        | 0,9          |
|                                                       | –                                | NPD                  | –           | –           | 185          | 0,1          |
|                                                       | –                                | ÖDP                  | –           | –           | 85           | 0,1          |
|                                                       | –                                | V-Partei³            | –           | –           | 75           | 0,1          |
|                                                       | –                                | Gesundheitsforschung | –           | –           | 245          | 0,2          |
|                                                       | –                                | MLPD                 | –           | –           | 52           | 0,0          |
|                                                       | –                                | Die Humanisten       | –           | –           | 111          | 0,1          |
|                                                       | –                                | DKP                  | –           | –           | 32           | 0,0          |
|                                                       | –                                | SGP                  | –           | –           | 13           | 0,0          |
|                                                       | Stefan Radtke                    | dieBasis             | 1.575       | 1,1         | 1.496        | 1,0          |
|                                                       | –                                | Bündnis C            | –           | –           | 105          | 0,1          |
|                                                       | –                                | du.                  | –           | –           | 68           | 0,0          |
|                                                       | –                                | LIEBE                | –           | –           | 222          | 0,2          |
|                                                       | –                                | LKR                  | –           | –           | 28           | 0,0          |
|                                                       | –                                | PdF                  | –           | –           | 46           | 0,0          |
|                                                       | –                                | LfK                  | –           | –           | 154          | 0,1          |
|                                                       | –                                | Team Todenhöfer      | –           | –           | 925          | 0,6          |
|                                                       | –                                | Volt                 | –           | –           | 215          | 0,2          |
| Gesamt                                                | Gesamt                           | Gesamt               | 142.460     | 100         | 142.608      | 100          |
|                                                       |                                  |                      |             |             |              |              |
| Ungültige Stimmen                                     | Ungültige Stimmen                | Ungültige Stimmen    | 1.229       | 0,9         | 1.081        | 0,8          |
| Wähler                                                | Wähler                           | Wähler               | 143.689     | 73,4        | 143.689      | 73,4         |
| Wahlberechtigte                                       | Wahlberechtigte                  | Wahlberechtigte      | 195.816     |             | 195.816      |              |
|                                                       |                                  |                      |             |             |              |              |
| Quellen: Die Bundeswahlleiterin, Kandidaten – Stimmen |                                  |                      |             |             |              |              |

### Bundestagswahl 2017
Die Bundestagswahl 2017 hatte im Wahlkreis Märkischer Kreis II folgendes Ergebnis:
| Direktkandidat          | Partei                | Erststimmen in % | Zweitstimmen in % |
| ----------------------- | --------------------- | ---------------- | ----------------- |
| Christel Voßbeck-Kayser | CDU                   | 37,8             | 34,0              |
| Dagmar Freitag          | SPD                   | 38,6             | 25,8              |
| Michael Schulte         | FDP                   | 10,7             | 13,4              |
| John Haberle            | Bündnis 90/Die Grünen | 3,8              | 4,9               |
| Christian Kißler        | Die Linke.            | 7,8              | 6,5               |
| -                       | AfD                   | -                | 11,6              |

### Bundestagswahl 2013
| Direktkandidat          | Partei                | Erststimmen in % | Zweitstimmen in % |
| ----------------------- | --------------------- | ---------------- | ----------------- |
| Christel Voßbeck-Kayser | CDU                   | 41,6             | 41,5              |
| Dagmar Freitag          | SPD                   | 41,7             | 32,3              |
| Michael Schulte         | FDP                   | 1,9              | 4,5               |
| Elke Olbrich-Tripp      | Bündnis 90/Die Grünen | 3,1              | 5,6               |
| Manuel Huff             | Die Linke.            | 4,8              | 5,9               |
| Hans-Joachim Ossenberg  | PIRATEN               | 2,2              | 2,3               |
| -                       | Sonstige              | -                | -                 |

### Bundestagswahl 2009
| Direktkandidat          | Partei                | Erststimmen in % | Zweitstimmen in % | Bundestagswahl 2005 Zweitstimmen in % |
| ----------------------- | --------------------- | ---------------- | ----------------- | ------------------------------------- |
| Dagmar Freitag          | SPD                   | 41,0             | 28,7              | 39,8                                  |
| Christel Voßbeck-Kayser | CDU                   | 36,3             | 35,4              | 36,8                                  |
| Rainer Eckehard Krause  | FDP                   | 8,1              | 14,2              | 9,5                                   |
| Elke Olbrich-Tripp      | Bündnis 90/Die Grünen | 4,3              | 7,3               | 5,2                                   |
| Karsten Renfordt        | Die Linke             | 7,2              | 8,6               | 5,2                                   |
| –                       | REP                   | –                | 0,4               | 0,6                                   |
| Michael Siethoff        | Die Tierschutzpartei  | 1,5              | 0,9               | 0,6                                   |
| Timo Pradel             | NPD                   | 1,5              | 1,2               | 1,2                                   |
| –                       | Familie               | –                | 0,6               | 0,5                                   |
| –                       | PIRATEN               | –                | 1,5               | -                                     |
| –                       | RENTNER               | –                | 0,5               | -                                     |
| –                       | Zentrum               | –                | 0,0               | 0,0                                   |
| –                       | BüSo                  | –                | 0,0               | 0,0                                   |
| –                       | Volksabstimmung       | –                | 0,1               | 0,1                                   |
| –                       | MLPD                  | –                | 0,0               | 0,0                                   |
| –                       | PSG                   | –                | 0,0               | 0,0                                   |
| –                       | RRP                   | –                | 0,2               | -                                     |